# Капітолій (пагорб)

Сім пагорбів Риму

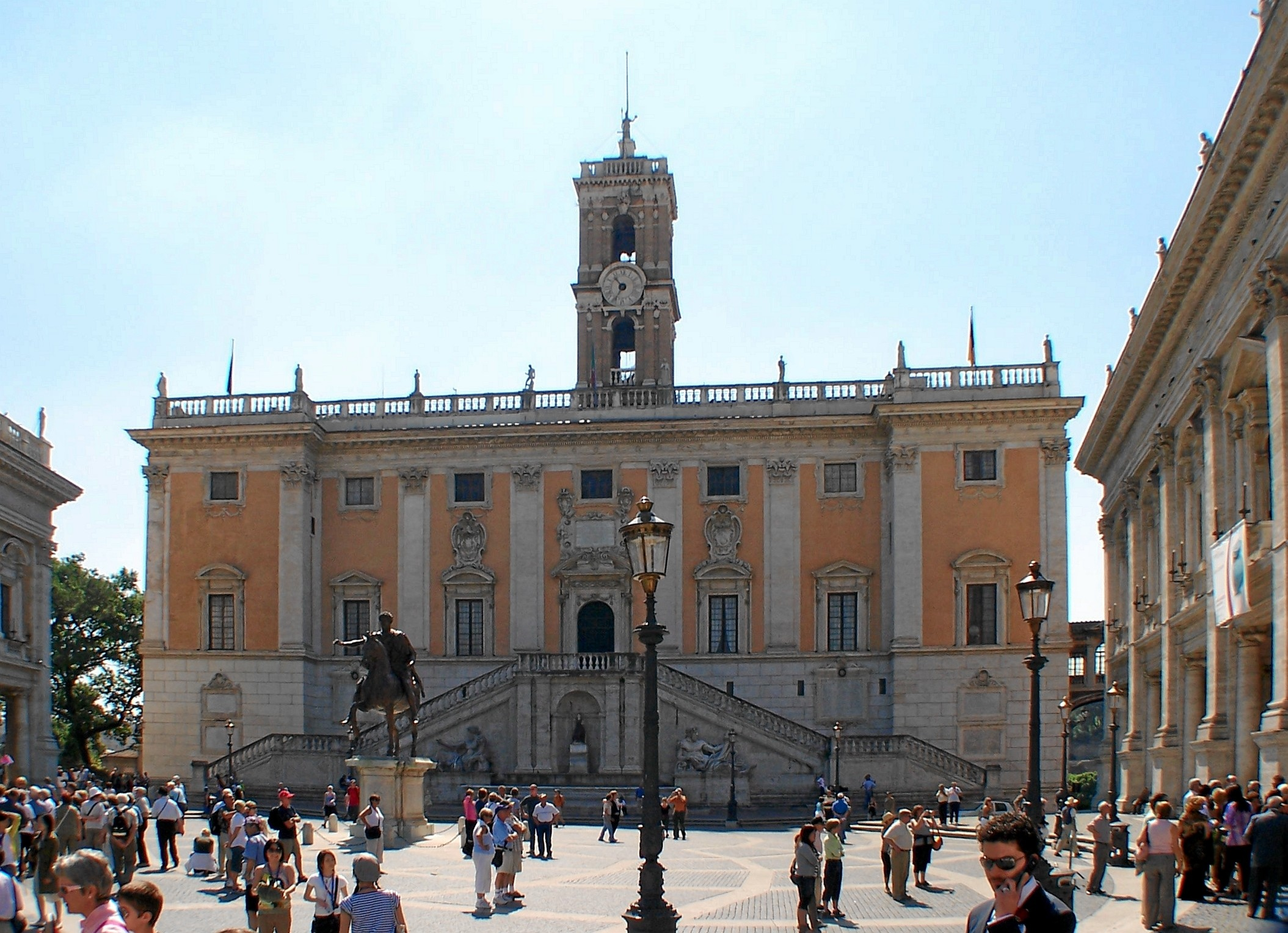
Палац сенаторів

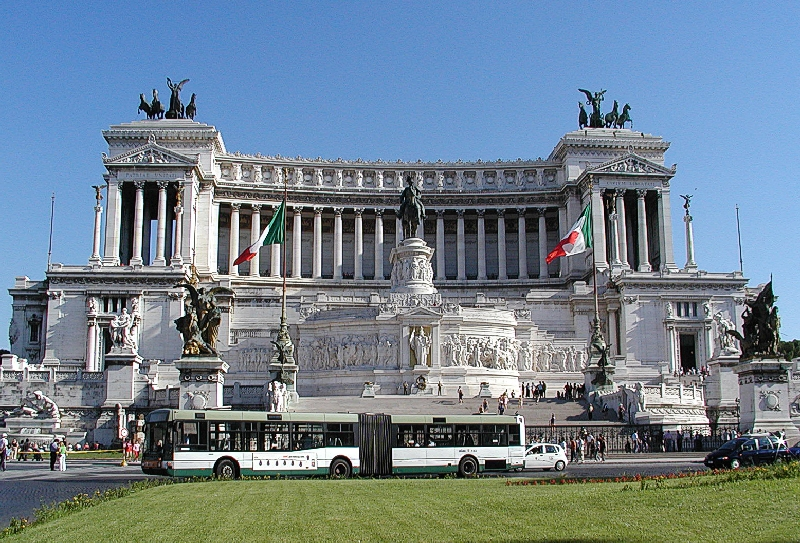
Вітторіано — монумент на честь першого короля об'єднаної Італії Віктора Еммануїла II

Капітолій, Капітолійський пагорб (лат. Capitolium, Capitolinus mons), (італ. il Campidoglio, Monte Capitolino) — один із семи пагорбів, на яких виник Стародавній Рим. На Капітолії перебував Капітолійський храм, який теж називали Капітолієм, де відбувалися засідання сенату і народні збори.

## Географічне положення
Капітолійський пагорб, найменший з усіх пагорбів Риму, височіє біля південного берега Тибру, на північний захід від Палатинського пагорба, над розташованому в долині форумом, та 46 м над рівнем моря.

## Історія

### Античність
Капітолій був з усіх боків укріпленою, недоступною фортецею Риму часів Сервія Туллія. Мало що збереглося від стіни, що оточувала весь пагорб і обіймала два окремі укріплення: так звану Arx, або цитадель, і Капітолій. Окрім головної дороги (Clivus Cap.), у 174 до н. е. вимощеній лавою і в деяких місцях прикрашеній арками, на вершину пагорба вело ще кілька шляхів для пішоходів. Один з них (Centum gradus) вів сходами на південний схід пагорба в тому місці, де знаходилася знаменита Тарпейська скеля. До цитаделі вели також сходи від храму Згоди і Карцера — стародавньої державної в'язниці;біля Карцера від цього шляху відокремлювалася так звана Гемонієва тераса (Scalae Gemoniae), на яку кидалися тіла страчених. У цитаделі знаходився авгуракул — місце, де авгури займалися ауспіціями; тут на кам'яному троні під час інавгурації сидів авгур. Нижче авгуракула перебував, як припускають, побудований Марієм храм Честі і Доблесті (Honos et Virtus). Гарнізон в цитаделі в історичний час не поміщався ніколи. На тому місці цитаделі, де тепер височіє церква Санта-Марія-ін-Арачелі, стояв храм Юнони Радниці (Juno Moneta), побудований, як свідчить переказ, за обітницею Камілла під час війни з аврунками. При храмі знаходився (ймовірно, для більшої безпеки) монетний двір.
Найвищу точку на південь пагорба займав храм Юпітера (aedes Jovis optimi maximi), або Капітолій у вузькому сенсі слова, найбільше святилище римлян. Заснування храму приписується Тарквініям, але закінчення його будівництва відноситься до 1-го року республіки. Перед ним височіли три ряди доричних колон, з боків'— по одному ряду. Паралельні стіни ділили його на три відділи (целли), присвячені Юпітеру, Мінерві і Юноні. В Юпітеровій (центральній) целлі іноді відбувалися засідання сенату. Зовні і всередині храм так був захаращений трофеями щасливих війн і присвятами, що в 179 до н. е. довелося його очистити від них. Після закінчення 2-ї пунічної війни стелю храму було позолочено, а підлога — вкрита мозаїкою.
У 83 до н. е. храм згорів дотла: винищені були навіть Сивілині книги, що зберігалися у підземеллях, але вдалося врятувати статуї римських царів і Брута; а також храмову скарбницю.
Сулла почав відновлення храму за колишнім планом, але з більшою пишнотою; відновлення було закінчено в 69 до н. е..
У 69 і 80 храм знову горів і був відновлений Доміціаном.
З V століття почалося його пограбування, а потім і поступове знищення; навіть фундамент не зберігся, так як каменоломні під ним стали обвалюватися, і коли в XVI столітті Кафареллі скористалися ним для свого палацу, він уже лежав у руїнах. На дворі храму (лат. area) капітолійська колегія (корпорація осіб, які жили на Капітолії) в давнину справляла свої ігри; тут відбувалися і народні збори. Тут знаходилася численна кількість статуй богів і знаменитих людей. У правління Августа статуй набралося стільки, що довелося частину їх перенести на Марсове поле.
Біля підніжжя храму Юпітера, що височів над усіма іншими, виник цілий ряд менших храмів. На Капітолійському пагорбі зберігалися бронзові таблички з державними договорами, укладеними Римом з іншими державами. Під час пожежі храму в 69, за словами Светонія, знищено 3 000 цих дощечок.
Біля сідловини пагорба, між Капітолійським пагорбом і цитаделлю, Ромул, за переказом, влаштував притулок (лат. asylum). Тут стояв храм «молодого Юпітера». Незважаючи на своє значення фортеці та святилища, Капіолійскій пагорб став забудовуватися особистими будинками.
Після зради Манлія постановлялося, що більш ніхто з патриціїв не буде мешкати на Капітолійському пагорбі. Схил сідловини до форуму був зайнятий величезним будинком (лат. tabularium), руїни якого збереглися до сьогодні; він повинен був служити державним архівом.
Біля підніжжя Капітолія поблизу теперішньої Piazza Aracoeli збереглися руїни інсули, багатоквартирного будинку. Ще Тацит згадував цю споруду в північній частині Капітолія, яка, за його словами, мала таку ж висоту що і сам пагорб, таким чином досягала висоту 30 метрів.

### Середньовіччя
У середні віки на Капітолійському пагорбі була лише одна монументальна будівля — церква Санта-Марія-ін-Арачелі на північній вершині. Із відновленням римського сенату у 1143 Капітолійський пагорб знову набув значення як ідеальний і адміністративний центр міста. Його площа до 1477 служила головним ринком; над руїнами табуларія був збудований палац сенаторів.

### Новий час
Незадовго до 1540 Мікеланджело написав план переробки Капітолійського пагорба, який з деякими відхиленнями був реалізований у наступні 100 років і надав Капітолійському пагорбу сьогоднішнього виду. Мікеланджело почав працювати над переробкою фасаду палацу сенаторів. Підйом на Капітолій починається проти Марсового поля і йде по широкій терасі, збудованої при Пії IV (1559-65) і прикрашеної нагорі мармуровими статуями діоскурів. Площа, середину якої займає перенесений сюди Мікеланджело кінний монумент Марку Аврелію, зліва обмежена чудовим Капітолійським музеєм (побудованим в 1644-55 роках Райнальди); справа знаходиться «палаццо консерваторів», збудоване Кавальєрі у 1564-1568.
Навпроти входу височить закінчений Райнальді в 1592 палац сенаторів, з подвійною терасою і високою вежею, збудованих Мартіно Лонгі у 1579. Головний зал палацу служить для засідань римського міської ради.
Найпівнічніша вершина Капітолія сьогодні зайнята пам'ятником королю Віктору Еммануїлу, фундамент якого був закладений в 1885.

## Старий Капітолій

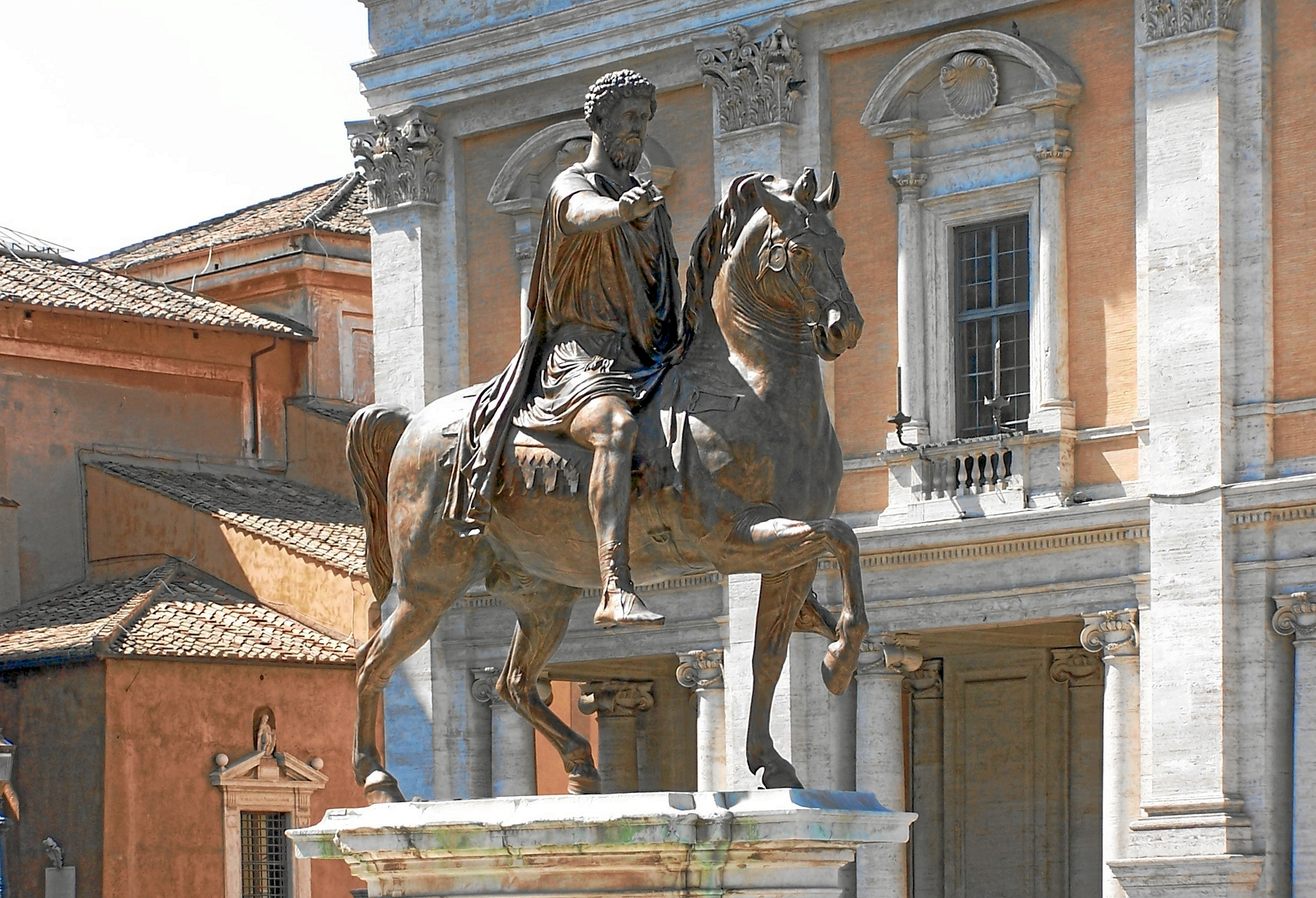
Статуя імператора-філософа Марка Аврелія

У Римі також був старий Капітолій (лат. Capitolium vetus), за переказами — давнє святилище сабінів, що знаходилося на пагорбі Квіринал; пізніше воно перенесено на Капітолійський пагорб. Раніше — за переказами — він називався Сатурнійським або Тарпейським. Назва Капітолій втрималася за святилищем на Квіриналі й пізніше. Святилища малоазійських громад часів Мітридатових воєн стояли в Римі у великій кількості: одні на Капітолії новому, інші — на старому.